# Bò Fleckvieh
Bò Fleckvieh là giống bò đa mục đích thích hợp cho cả việc cho sữa và sản xuất thịt. Nó có nguồn gốc ở Trung Âu trong thế kỷ 19 từ lai tạo giống địa phương với bò Simmental nhập từ Thụy Sĩ. Ngày nay, số lượng giống bò này thế giới vào khoảng 41 triệu.

## Lịch sử
Fleckvieh có nguồn gốc từ Đế chế Áo và Vương quốc Bayern từ việc lai tạo giống bò địa phương với bò Simmental nhập từ Thuỵ Sĩ từ khoảng năm 1830. Simmental có sản xuất sữa tốt và chất lượng kéo cày, và kết quả lai là động vật có ba mục đích: lấy sữa, thịt và khả năng kéo cày. Fleckvieh bây giờ là một giống hai mục đích; nó có thể được sử dụng để sản xuất thịt bò hoặc sữa, hoặc được lai với các giống bò sữa hoặc với các giống bò.
Nó được báo cáo từ một số nước châu Âu, bao gồm Áo, Bỉ, Đức, Hà Lan, Tây Ban Nha, và cũng có thể, kể từ năm 2009, từ Thụy Sĩ; ở Hungary, Fleckvieh có mặt trên nhiều trang trại nhỏ và tầm quan trọng của nó ngày càng tăng. Nó cũng được báo cáo từ các nước khác trên thế giới, bao gồm Paraguay, Peru và Uruguay.

## Sản xuất thịt
Một so sánh đã được thực hiện giữa các tỷ lệ tăng trưởng cơ bắp và sử dụng năng lượng của bò đực Fleckvieh so với bò đực Black Pied Đức (Schwartzbunte). Bò đực Fleckvieh có tốc độ tăng trưởng nhanh hơn, thân thịt có tỷ lệ chất béo nhỏ hơn, đặc biệt là mỡ bụng, và động vật có thể được giết mổ vào một ngày trước đó với chế độ ăn tương tự.